# Thomas Rattigan
Thomas John Rattigan (Boston (Massachusetts), 1937. július 20.) amerikai üzletember.

## Tanulmányai
Rattigan 1960-ban végezte el a jezsuita Boston College kutatóegyetem műszaki alapképzését (B.S.), majd 1962-ben a Harvard Business School keretében M.B.A. fokozatot szerzett.

## Szakmai életútja

### PepsiCo
1970-ben került a PepsiCo alkalmazásába, ahol 1982-re a cég vezérigazgatói (CEO) posztjáig emelkedett a ranglétrán.

### Commodore

#### Költségcsökkentés
1985 áprilisában a Commodore International leigazolta Rattigant és feladata az észak-amerikai tevékenység vezetése volt. Irving Gould elnök novemberben kinevezte vezérigazgató-helyettesnek (COO) azzal a szándékkal, hogy ezzel felkészül a vezérigazgatóvá válásra. Érdekesség, hogy a PepsiCo korábbi elnöke, John Sculley 1983-ban a Commodore rivális Apple Computer vezérigazgatója (CEO) lett. Thomas J. Rattigan 1986. április 1-től vette át a Commodore vezérigazgatói posztját Marshall F. Smith-től, aki alelnöki kinevezést kapott ugyanekkor.
Rattigan rögtön elbocsátotta azokat, akik nem tudták bizonyítani valós hozzáadott értéküket a cég számára, továbbá elkezdte leépíteni elődje kezdeményezéseit, befejezte a gazdasági hasznot nem hozó termékvonalakat (megállítva a pénz-elfolyatást). A felhagyott termékvonalak a 8-bites Commodore PET, a VIC-20, a Commodore 16 és a Commodore Plus/4 voltak és megszüntettek szinte minden innovatív fejlesztési projektet, mint például a Unix-alapú munkaállomásnak szánt Commodore 900-at, vagy a 3,5"-es hajlékonylemez-meghajtóval egybeépített és a Commodore 64-gyel kompatibilis Commodore 65-öt, melyekből csak prototípusok készültek el.

#### Új Amiga-modellek
Elindított két új modellt (Amiga 2000, Amiga 500) az addigra zászlóvivő termékké vált Amiga 1000 nyomdokain, mellyel a cég jövőjét az Amiga termékvonalra alapozta. Ennek ellenére Jay Miner eredeti Amiga-konstruktőr los gatosi csapata elégedetlen volt azzal, ahogy a Commodore kezelte az Amiga-fejlesztéseiket. Az eredeti Amiga 1000-es architektúra kétfelé bontását és a két új modell – egy alsó és egy felső kategóriás – koncepcióját nem tartották elég forradalminak. Egyik mérnökük, úgynevezett „Easter egg”-et helyezett el a Workbench készülő 1.1-es verziójú ROM-jába, mely abból állt, hogy egy bizonyos billentyűkombináció hatására kiírta a következő üzenetet: „Mi készítettük az Amigát, ezek meg elcseszték!” A felhasználóknak ugyan ez sohasem derült volna ki, azonban valaki eljuttatta a Commodore vezetéséhez, akik azonnal visszahívták a debütálás előtt az Amiga 1000-es érintett tételeit a boltokból. A szankció nem maradt el és a los gatosi irodát először az amerikai központ (West Chester, Pennsylvania) szorosabb felügyelete alá helyezték, majd költségcsökkentés címén többeket elbocsátottak. A csapat maradéka (például Dave Haynie) elfogadta a felkínált új feltételeket, de Jay Miner úgy döntött, hogy kilép és inkább külső tanácsadóként segíti a vállalatot.
Rattigan ezek után az új modellek terveit a német leányvállalat irányításával és elképzelése szerint hajtotta végre, akik épp túl voltak a Commodore általuk fejlesztett IBM-kompatibilis PC-jének sikerén. Ezzel a tudással felfegyverkezve egy nyitott architektúrájú új Amiga modell fejlesztésébe kezdtek, mely megfelelő bővítőegységekkel (bridge-kártya, 5,25"-es hajlékonylemez-meghajtó) IBM-PC kompatibilitást biztosított. Az amerikai Dave Haynie ebbe a munkába kapcsolódott be és lett végül a high-end fejlesztések meghatározó alakja.

#### Bukás
Úgy tűnt, hogy a Commodore sikeresen talpra állt, azonban közte és a főrészvényes Irving Gould között személyes ellentétek feszültek, így a korábbi veszteségek nyereségbe fordulása nem tette az elnököt elégedetté. Gould felfogadta a Dillon-Read tanácsadócéget, melynek képviselője, a szintén ex-PepsiCo vezető, Mehdi Ali elnöki tanácsadó lett. Az átvilágítás megállapítása az lett, hogy Rattigannak távoznia kell, melyet Gould azonnali hatállyal, 1987 áprilisában, meg is tett. Az egész eljárás azonban munkajogi értelemben nem volt jogszerű, melyet kölcsönös pereskedés után 1991-ben ki is mondott a bíróság Rattigannak adva igazat és megítélve 5 év elmaradt jövedelmét, mely 9 millió dollárt tett ki.

### További életút
1991-től a G. Heileman Brewing Company sörgyártó cégcsoport élére került vezérigazgatóként, melyet egészen 1994-ben bekövetkezett csődjéig irányított. „Nem állítható, hogy szörnyű, amit tett a Heilemannal, de biztosan nem javított rajta.” – jegyezte meg 1996-ban a The Wall Street Journal hasábjain Paine Webber elemző.
Rattigan 1996 és 1997 között segítette Carl Icahn beválasztását az RJR Nabisco vállalatcsoport igazgatótanácsába és támogatta azt a tervét, hogy szétválassza a dohány- és az élelmiszerkereskedelmi üzletágat, mely csak később, 1999-ben történt meg, de a küzdelem így is mintegy 100 millió dolláros profitot hozott Icahn számára, melyből Rattigan is részesült.

## Fordítás
- Ez a szócikk részben vagy egészben  a   Thomas Rattigan című angol Wikipédia-szócikk fordításán alapul.  Az eredeti cikk szerkesztőit annak laptörténete sorolja fel. Ez a jelzés csupán a megfogalmazás eredetét és a szerzői jogokat jelzi, nem szolgál a cikkben szereplő információk forrásmegjelöléseként.